# Ernst Brandenburger

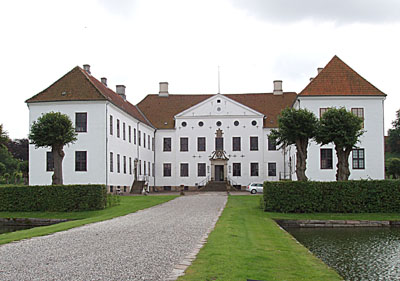
Castelo de Clausholm (1701)

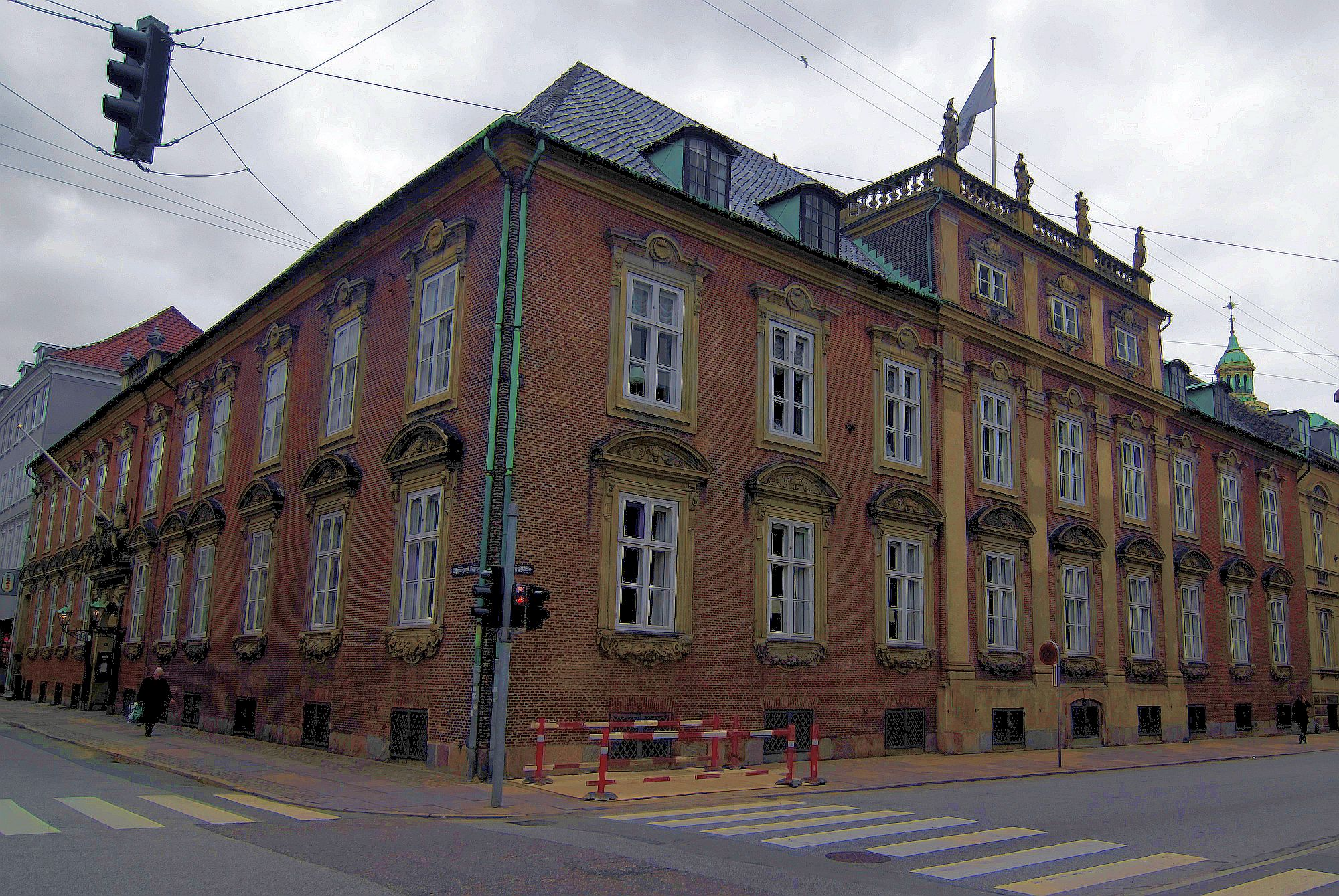
A pequena mansão de Gyldenløve (1702)

Ernst Brandenburger (ativo de 1689 – falecido por volta de 1713) foi um mestre construtor e empresário dinamarquês que, por meio da sua colaboração com Christof Marselis (ca. 1670–1731) e Wilhelm Friedrich von Platen (1667-1732), foi um proeminente arquiteto da arquitetura barroca dinamarquesa durante o início do reinado do rei Frederico IV.

## Biografia
Brandenburger foi contratado como mestre de obras da ilha de Funen em 1690. Em 1695, trabalhava como mestre pedreiro nos palácios reais e como construtor de edifícios reais em 1698. A partir de 1700, também era dono de uma olaria em Vedbæk . Foi inspetor real de construção de 1704 até à sua morte, provavelmente em 1713, já que foi enterrado na Igreja de São Pedro em Copenhaga em 14 de dezembro daquele ano.

## Obra
- Stensballegård (c. 1691-93) [5]
- Desenhos para modernização de Clausholm (1692)
- Clausholm (1693-1701) [6]
- Torre da Igreja Galten em Skanderborg (1697)
- Mausoléu de Niels Juel na Igreja de Holmen, Copenhague (1697, demolido)
- Adaptações de Prince's House, Frederiksberg (1697 e 1705–06)
- Palácio de Frederiksberg, Frederiksberg (1699-1704, posteriormente alterado)
- Capela de Frederiksberg, Frederiksberg (1710, com Christof Marselis e Wilhelm Friedrich von Platen)
- Equitação no Castelo de Frederiksborg (1699, demolido)
- Novo Salão dos Cavaleiros no Castelo de Copenhague, Copenhague (1700–01, demolido em 1730)
- Ópera, Fredericiagade, (Copenhague) (1701–02, posteriormente alterada, agora parte do Tribunal Superior da Dinamarca Oriental )
- Casa de Avener, Slotsholmen, Copenhague (1703–06, com Marselis e von Platen)
- Pequena Mansão de Gyldenløve, Bredgade / Dronningens Tværgade, Copenhague (1700–02, posteriormente alterada, agora Håndværkerforeningen)